# Dactylopsila tatei
Pour les articles homonymes, voir Phalanger et Phalanger (homonymie).
Espèce
Statut de conservation UICN

 EN B1ab(iii) : En danger
Le Phalanger au pelage rayé de l'île Fergusson (Dactylopsila tatei, en anglais : the Tate's Triok) est une espèce de marsupiaux de la famille des Petauridae.
Il est très mal connu.

## Distribution
Il est endémique de Papouasie-Nouvelle-Guinée, il se rencontre uniquement sur les montagnes de l'ouest de l'île Fergusson dans l'archipel d'Entrecasteaux.
Il vit dans les forêts sèches tropicales et subtropicales entre 600 et 1 000 m d'altitude.

## Publication originale
- (en) Laurie, 1952 : Mammals collected by Mr. Shaw Mayer in New Guinea 1932-1949. Bulletin of the British Museum (Natural History), Zoology Series, vol. 1, p. 269-318.